# Стадник, Лидия Вадимовна
Лидия Вадимовна Стадник (род. 9 апреля 1998, Новосибирск) - российская пловчиха в ластах.

## Карьера
В подводный спорт перешла из плавания. Специализируется на плавании с аквалангом. Тренеры - Тренер – ЗТр Ильин А.М., Глухих А.В.. Норматив мастера спорта выполнила в 15 лет.
На чемпионате мира 2018 года завоевала бронзу в плавании с аквалангом. Трёхкратный призёр чемпионатов Европы.

## Образование
Окончила с красным дипломом бакалавриат по направлению "Менеджмент", профиль "Производственный менеджмент" и магистратуру по направлению "Экономика фирм и отраслевых рынков" на Инженерно-экономическом факультете Сибирского государственного университета путей сообщения (г. Новосибирск).